# Lay the Favorite
Lay the Favourite es una película de comedia dramática estadounidense de 2012 dirigida por Stephen Frears, escrita por D.V. DeVincentis y protagonizada por Bruce Willis, Rebecca Hall y Catherine Zeta-Jones. Basada en las memorias homónimas de Beth Raymer de 2010, la película sigue a una mujer joven y de espíritu libre en su viaje por el mundo legal e ilegal de las apuestas deportivas.
Se estrenó en el Festival de Cine de Sundance de 2012 el 21 de enero y fue estrenada el 7 de diciembre por The Weinstein Company a través de su división de distribución RADiUS-TWC. Lay the Favourite obtuvo críticas negativas en general, aunque se elogiaron las actuaciones de Willis y Hall. El filme fue un fracaso de taquilla, recaudando 1,5 millones de dólares frente a un presupuesto de producción de 14,7 millones de dólares.

## Trama
Beth se está aburriendo de su vida en Florida, haciendo stripteases y bailes eróticos para clientes privados. Su padre, Jerry, le dice que siga su sueño de mudarse a Las Vegas y buscar un trabajo honesto como mesera.
Una joven llamada Holly, que vive en el mismo motel de Las Vegas, hace arreglos para que Beth conozca a Dink Heimowitz, un jugador profesional que sigue las probabilidades cambiantes de los eventos deportivos y emplea asistentes en Dink, Inc., para realizar grandes apuestas. Beth está intrigada y resulta que tiene buena capacidad para los números, capta fácilmente el sistema de Dink y se convierte en su protegida, mientras que él la ve como su amuleto de la suerte. Cuando Beth comienza a expresar un interés más personal en su mentor mucho mayor, la esposa de Dink, Tulip, deja saber en términos muy claros que quiere a Beth fuera de la vida de su marido. Como resultado, debido a la presión de su esposa, Dink despide a Beth.
Un joven periodista de Nueva York, Jeremy, se encuentra con Beth en el casino e inmediatamente se llevan bien y ella hace planes para regresar a Nueva York con él, ya que no le queda nada en Las Vegas. Pero todavía está enganchada a la emoción y los ingresos que proporciona el juego y se echa atrás de repente cuando Dink, que se enfrenta a una gran racha de derrotas, le pide que vuelva a trabajar para él.
Incluso con el regreso de Beth, la racha de derrotas de Dink continúa, sufre un colapso y despide a todos en su oficina. Ya harta, Beth se traslada a Nueva York para estar con Jeremy, pero acepta un trabajo similar para un corredora de apuestas rival llamado «Rosie». El juego es ilegal en Nueva York y Dink se preocupa por Beth. Luego, Rosie establece una operación legal con sede en Curazao y Beth va para ayudar a gestionar las apuestas. Rosie y sus hombres están más interesados en las drogas y las prostitutas y Beth no se siente cómoda. Un jugador de Nueva York, Dave Greenberg, tiene una deuda de sesenta mil dólares y puede que esté trabajando para el FBI.
Dink y su esposa Tulip van a Nueva York para ayudar a Beth y Jeremy. Presionan a Greenberg y él admite que el FBI no sabe nada de Beth. Además les da una idea sobre una posible apuesta para un partido de baloncesto de Nueva Jersey. El equipo gana en el último segundo por un punto y todos saldan sus deudas de juego.

## Reparto
- Bruce Willis como Dink Heimowitz
- Rebecca Hall como Beth Raymer
- Catherine Zeta-Jones como Tulip Heimowitz
- Joshua Jackson como Jeremy
- Laura Prepon como Holly
- John Carroll Lynch como Dave Greenberg
- Corbin Bernsen como Jerry Raymer
- Frank Grillo como Franky
- Vince Vaughn como Troy «Rosie» Roseland

## Producción
Random House Films llevó las memorias sobre el juego a Likely Story y Emmett/Furla Films para adaptar el lobro al cine. El rodaje comenzó en abril de 2011 en Las Vegas, Nevada. El rodaje también se llevó a cabo en Nueva Orleans y la ciudad de Nueva York. The Weinstein Company compró los derechos de distribución en el Festival de Cine de Sundance para su estreno en 2012. Wild Bunch fue la empresa encargada de vernder la película internacionalmente.

## Recepción
Lay the Favourite recibió críticas negativas en general. Tiene un índice de aprobación del 18 % en Rotten Tomatoes según 50 reseñas, con una puntuación promedio de 3,8/10. El consenso crítico del sitio web dice: «Un torpe paso en falso del director Stephen Frears, Lay the Favourite pone todas sus fichas en una peculiaridad entrañable sólo para fracasar». En Metacritic, la película tiene una puntuación promedio de 38 sobre 100, según sobre 17 críticos, indicando «críticas generalmente desfavorables».
Nathan Rabin de The A.V. Club, le dio a la película una calificación general de «B-», elogiando a Willis por dar «un giro actoral de carácter agradable» y a Hall por emitir «energía incontenible» en su papel, y escribió que: «Es una historia decididamente suave poblada por algunos de los jugadores degenerados más agradables que jamás hayas querido conocer». Jeremy Kay de The Guardian elogió a Hall por ofrecer «un giro fabulosamente tonto que debería darle un reconocimiento más amplio en los EE. UU. como protagonista femenina». Añadió que: «Si bien este es un trabajo menor en el canon de Frears, sigue siendo un caper agradable». Kyle Smith del New York Post elogió a Frears por continuar «mostrando un sentido impecable del carácter y la ambientación» en su último largometraje, diciendo que «se divierte mucho con el mal humor y el buen humor de este grupo de adictos a la adrenalina, y aunque la historia fracasa un poco, el guion está salpicado de ingenio seco».
James Berardinelli escribió que a pesar de que Willis hizo una «excelente interpretación» como Dink Heimowitz, sintió que la película fue una «comedia de situación ampliada a proporciones de pantalla grande» que conlleva «una serie de oportunidades perdidas» al profundizar en las relaciones de los personajes y la mundo del juego, concluyendo que: «No tomará tanto tiempo olvidar Lay the Favourite. Es el epítome de la mediocridad, no es una frase que a menudo se asocie con un director que tiene el historial de Frears». Scott Tobias de NPR comparó Lay the Favourite a la película Striptease de Demi Moore, diciendo que es «una comedia apática construida alrededor de una protagonista vivaz» que tiene una «cualidad insignificante» basada en la falta de compromiso de adaptar el material y la «falta de interés del director». Steve Macfarlane de Slant Magazine escribió que: «Lay the Favourite es obviamente peor de lo que debería ser, pero también es una experiencia más débil y pálida de lo que hubiera sido si fuera una catástrofe total, si tuviera alguna ambición. Tal como está, se contenta con apuntar directamente al la tan celebrada mitad indie, y se queda corta».

## Demanda judicial
Si bien la película fue mal recibida en taquilla, Netflix y Amazon Video la seleccionaron para su transmisión. Como resultado de esto, el cartógrafo Victor Baker demandó a Warner Bros. ya que la película, que está ambientada en Curazao, utilizó uno de los mapas en acuarela de estilo antiguo del país de Baker como parte de la escenografía. Su demanda exigía daños legales o el valor justo de mercado de la tarifa de licencia por el uso del mapa.